# Marc Veyrat
Pour les articles homonymes, voir Veyrat.
Marc Veyrat, né le 8 mai 1950 à Annecy en Haute-Savoie, est un chef cuisinier français mondialement connu par plusieurs guides gastronomiques. Il est le seul chef français à avoir obtenu trois étoiles au Guide Michelin par trois fois, et obtenu le score maximum de 20/20 par deux fois au Gault et Millau en étant propriétaire de ses établissements.

## Biographie
Marc Veyrat-Durebex naît le 8 mai 1950, à Annecy, dans une famille paysanne traditionnelle rurale savoyarde.
Il passe sa jeunesse dans la ferme d’élevage familiale isolée, au col de la Croix Fry, entre Manigod et La Clusaz, dans le massif des Aravis. Ses parents qui vivent en autarcie, tiennent chambres et table d'hôtes, avec cuisine savoyarde traditionnelle, à base de plantes locales.
Sur les 6 km de chemin à pied quotidien qu'il effectue pour se rendre à l'école communale la plus proche (son grand-père est fâché contre l'école religieuse du village), il cueille des herbes aromatiques locales qu'il accroche sur son chapeau savoyard traditionnel, et qu'il apprend à connaître. Ses repas de jeunesse sont simples et rustiques. Il dit : « Je dois tout à ma famille, à ma région, à ma terre… » Après avoir vainement tenté un apprentissage à l'école hôtelière de Bellegarde-sur-Valserine, et s'être fait renvoyer de celle-ci, Marc Veyrat apprend son métier dans l'auberge de ses parents, et multiplie les petits boulots de montagne pour vivre (pisteur, berger, moniteur de ski…).
En 1978, âgé de 28 ans, il ouvre avec sa femme sa première auberge, La Croix Fry, à Manigod, qu'ils tiennent durant sept ans.

### L'Éridan à Annecy-le-Vieux
En 1985, il revend son auberge à La Croix Fry et ouvre L’Éridan, un restaurant traditionnel dans une villa qu'il rénove à Annecy-le-Vieux. Il se forge une notoriété dans le milieu gastronomique et obtient rapidement, en 1986, sa première étoile au Guide Michelin, puis sa seconde étoile en 1987.
En 1989 et 1990, Marc Veyrat est élu « meilleur cuisinier de l’année » avec la note de 19,5/20 au Gault-Millau.

### Maison de Marc Veyrat, ou Auberge de l'Éridan, à Veyrier-du-Lac
En 1992, il ouvre sa Maison de Marc Veyrat "La maison Bleue" (ou Auberge de l'Éridan), une demeure de villégiature ancienne, bleu azur, du début du siècle, au bord du lac d'Annecy à Veyrier-du-Lac, à environ 7 km d'Annecy. Il s'endette pour de nombreuses années et flirte régulièrement avec le dépôt de bilan malgré son important succès (il faut réserver six mois à l'avance pour manger à sa table).
Le 6 mars 1995, il obtient sa troisième étoile du Guide Michelin et le titre de « chef de l’année », et est couronné « meilleur chef » en 1996, par la revue Wine Spectator (guide culinaire de référence aux États-Unis).

### La Ferme de mon Père, à Megève
En 1999, il ouvre l'auberge La Ferme de mon Père, à Megève, réplique de la ferme savoyarde traditionnelle de son enfance, du col de la Croix Fry, et passe ses hivers avec son équipe à Megève, et ses étés à Veyrier-du-Lac. En 2000, le Gault-Millau lui décerne la « Toque d’exception ».
Le 23 février 2001, ses deux restaurants, pour lesquels il crée des menus de saison différents, obtiennent 19/20 au Gault et Millau, et La Ferme de mon Père de Megève est couronnée de trois étoiles au Guide Michelin. Il fait partie, avec Eugénie Brazier en 1933, Alain Ducasse en 1997, et Thomas Keller en 2006, des rares cuisiniers détenteurs de deux fois trois étoiles au Guide Michelin.
En février 2003, il est le premier grand chef cuisinier propriétaire de ses établissement de l'histoire de l'art culinaire à obtenir la note de 20/20 dans le guide Gault et Millau,. Cette même année, un incendie dévaste L'Éridan.
En 2004, le Gault-Millau lui accorde également 20/20 pour son restaurant de Megève, tout en conservant son 20/20 à Veyrier-du-Lac. Un nouvel incendie détruit partiellement L'Auberge de mon Père, et un cambriolage s'ajoute à la « série noire ».

### Le Roland Garros, à Paris
En 2005, il ouvre le restaurant le Roland Garros, dans le Pavillon fédéral du stade de tennis Roland-Garros, du 16e arrondissement de Paris, face au court central, une réalisation du designer Miguel Cancio Martins. Pour ce restaurant, Marc Veyrat crée la carte « V », réalisée par Xavier Rousseau.
En janvier 2006, il est victime d'un accident de ski qui le handicape pendant plusieurs années et met fin à son activité culinaire au sommet. Skiant vite sur les pistes de Megève, il percute accidentellement sa fille Carine ; ils sont gravement blessés tous les deux, avec de multiples fractures (jambe, épaule), lésions (lombaires, cervicales) et un enfoncement de la cage thoracique. Il subit 17 opérations et reste longtemps immobilisé, puis en fauteuil roulant et béquilles. Il perd son contrat avec Sodexo, pour qui il formait des chefs, et vend son auberge de Megève en novembre 2006, à l'homme d'affaires Roger Zannier, après huit ans de succès.

### Cuisinez-moi
Durant cette période, il anime une émission culinaire sur TV8 Mont-Blanc avec Alexis-Olivier Sbriglio intitulée « Cuisinez-moi ».

### Le Cozna Vera
Marc Veyrat étudie un nouveau concept de restaurant 100 % écologique, « expérimental, gastronomique et biologique », à Manigod, commune de son enfance, avec culture interne des plantes aromatiques dans un jardin botanique de 5 000 m2, en quasi-autarcie, grâce au recours aux énergies renouvelables et tri sélectif… En décembre 2008, il ouvre le Cozna Vera, un fast-food biologique, sur les bords du lac à Annecy-le-Vieux, près du salon de thé de sa fille. Propriétaire du restaurant de Veyrier-du-Lac et de L'Éridan d'Annecy, exploité par sa fille Carine, sous le nom de La Reine des Prés, il envisage la création d'un restaurant alliant cuisines biologique et moléculaire en République tchèque
Le 24 février 2009, il annonce sur France Info qu'il cesse momentanément son activité à L'Auberge de l'Éridan, pour raisons de santé. Il rend ses différentes distinctions et ferme l'établissement dont il reste propriétaire. Le 31 août 2010, il ferme le Cozna Vera, son fast-food biologique ouvert en décembre 2008, et en revend le concept au groupe international de communication GL-Events,. Le concept Fast food bio est exporté à Bruxelles, Place Royale, dans le site des Musées royaux d'art et d'histoire. Il loue, en 2010, L'Auberge de l'Éridan au chef Yoann Conte, un de ses anciens élèves, qui obtiendra deux étoiles au Guide Michelin. Au terme d'un long parcours chirurgical, un chirurgien de Lyon remet Marc Veyrat définitivement sur pied, et fait ressusciter tout son potentiel et son dynamisme.

### La Maison des Bois, à Manigod
En septembre 2013, Marc Veyrat ouvre son nouvel établissement éco-biologique, La Maison des Bois, au col de la Croix Fry, de la commune de Manigod, à 1 600 m d'altitude, avec restaurant gastronomique, et des chambres hôtellerie de grand confort. L'établissement classé Relais & Châteaux obtint le premier cinq étoiles du label officiel d'Atout France (maisons d'hôtes), le 14 octobre 2014. Militant des produits du terroir, il crée la fondation Marc Veyrat, pour « mieux manger pour mieux vivre », et pour sensibiliser les enfants à la préservation de l'environnement et à la transmission des savoir-faire liés à l'alimentation.
Un incendie d'origine électrique détruit les trois quarts de son établissement de 25 employés, et une importante collection d'objets d'art populaire personnelle, dans la nuit du 16 au 17 mars 2015.
Fin 2015, il fait partie des quatre grands chefs cuisiniers français, avec Yannick Alléno, Alexandre Gauthier et Nicolas Masse, à officier pour les chefs d'État du monde entier qui participent à la COP21 à Paris.
En juillet 2016, il rouvre son village hôtel restaurant, qui offre une vue sur le mont Blanc, avec ferme et jardin botanique, pour lequel il ambitionne de retrouver ses meilleures notes des guides gastronomiques de référence.
Il signe un accord avec le groupe MOMA pour l’ouverture de deux restaurants à Paris, le Rural au Palais des congrès et l’ancien restaurant de Gérard Depardieu, la Fontaine Gaillon.
Marc Veyrat obtient après l'incendie en 2018, 3 étoiles au Guide Michelin. Pour une raison indéterminée, ce même guide lui retire ce titre seulement l'année suivante. Le restaurateur, ne pouvant obtenir son déréférencement du guide, engage un recours en justice pour connaître les raisons de la rétrogradation, il est débouté. Il fait appel l'année suivante.
En 2019, il entre dans l'académie des « Toques d'or » du Gault & Millau.
Le 16 novembre 2022, il cède à sa fille Élise son restaurant, fermé depuis trois ans,,.
Le 5 juillet 2024, avec plus de deux ans de réflexion et 1 an de travaux, il ouvre un nouvel établissement, dans lequel il créait un nouveau concept de gastronomie innovante. https://www.lechef.com/nouvelle-aventure-pour-marc-veyrat-a-megeve/

## Influence
Marc Veyrat se dit influencé par la rigueur du chef trois étoiles Joël Robuchon, et par l'ethnobotaniste François Couplan, qu'il qualifie de "plus grand botaniste du monde".

## Distinctions
- 3 × 3 étoiles au Guide Michelin pour la Maison de Marc Veyrat à Veyrier-du-Lac, La Ferme de mon Père à Megève, et la Maison des Bois à Manigod[37].
- 2 × 20/20 au Gault et Millau pour la Maison de Marc Veyrat, à Veyrier-du-Lac et La Ferme de mon Père, à Megève.
- 16 janvier 1990 : Ordre du mérite agricole[38].
- 10 mai 1995 : Ordre national du mérite[39].
- 2003 : Ordre national de la Légion d'honneur, sous la présidence de Jacques Chirac[40] en présence de Paul Bocuse, Joël Robuchon et Pierre Troisgros.

## Controverses
Marc Veyrat a été condamné aux prud'hommes d'Annecy en 2001 pour n'avoir pas payé les heures supplémentaires et les repos compensateurs à une employée. En appel, la chambre sociale de Chambéry a fixé les dommages-intérêts à 250 000 euros. Marc Veyrat s'est pourvu en cassation. La cour a cassé le jugement pour les périodes couvertes par la prescription et renvoyé devant la cour d'appel de Grenoble « pour qu'elle statue sur le montant de la somme due à la salariée au titre de la période non atteinte par la prescription ».
Marc Veyrat a obtenu gain de cause en cassation pour cette employée qui était une amie de la famille et témoin du mariage du Chef.
Il a été reconnu coupable durant ses travaux de reconstruction de La Maison des Bois, de violations du Code de l'environnement et du Code forestier en décembre 2015, pour avoir « défriché 7 000 m2 de bois et de forêt sans autorisation et d'avoir porté atteinte à des zones humides sur une surface de plus de 10 000 m2 » et condamné à 100 000 euros d'amende.
Marc Veyrat a déclaré que ces arbres étaient atteints de la maladie de Bostryche et s'est dit fier d’avoir créé en remplacement une plantation inédite et un jardin botanique pour l’éducation de nos enfants. Ces explications n'ont pas été retenues par la justice.
Après la perte de sa troisième étoile Michelin, dans l'édition 2019 du Guide Rouge parue en janvier 2019, Marc Veyrat a demandé en juillet de ne plus figurer dans le guide. En septembre 2019, il attaque le Guide Rouge en justice pour connaître les motifs de son déclassement, s'estimant insatisfait des explications qui lui ont été faites à l'amiable et remettant en cause le professionnalisme du guide,,, mais perd son procès, les juges rappelant « l’indépendance d’évaluation constitutive de la liberté d’expression des inspecteurs du guide ».

## Galerie

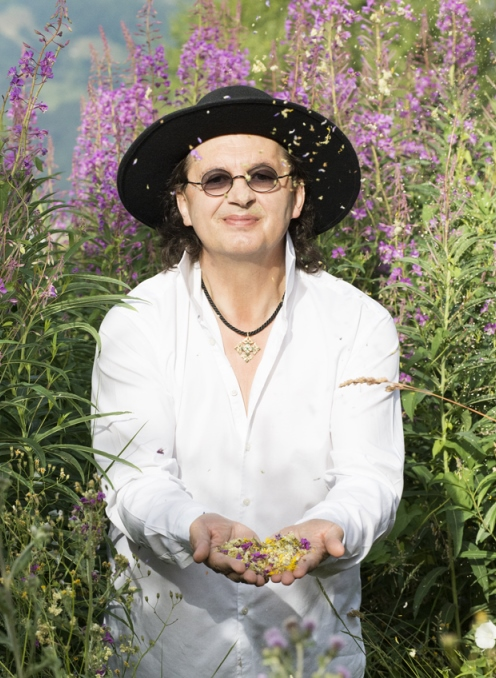
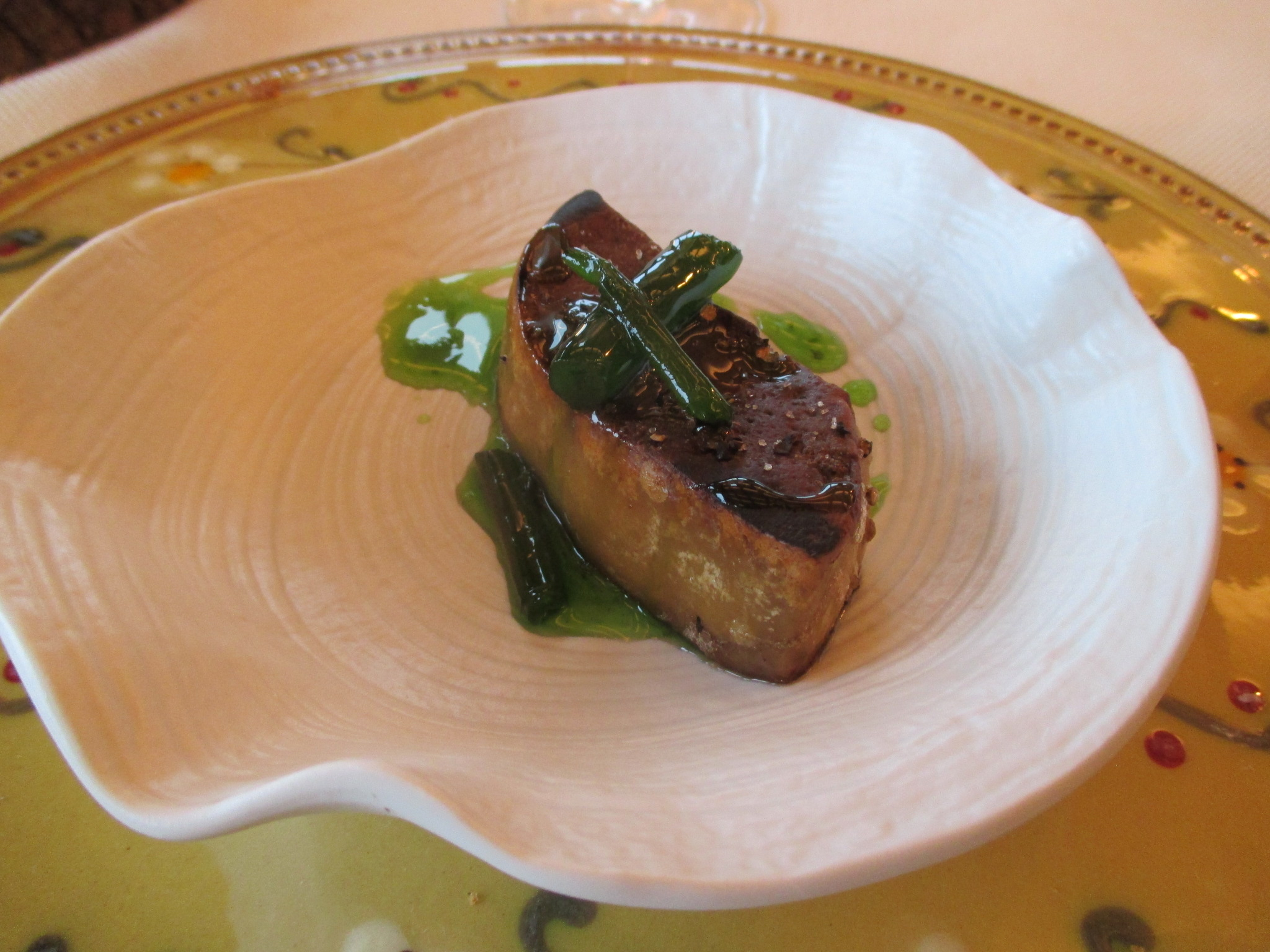
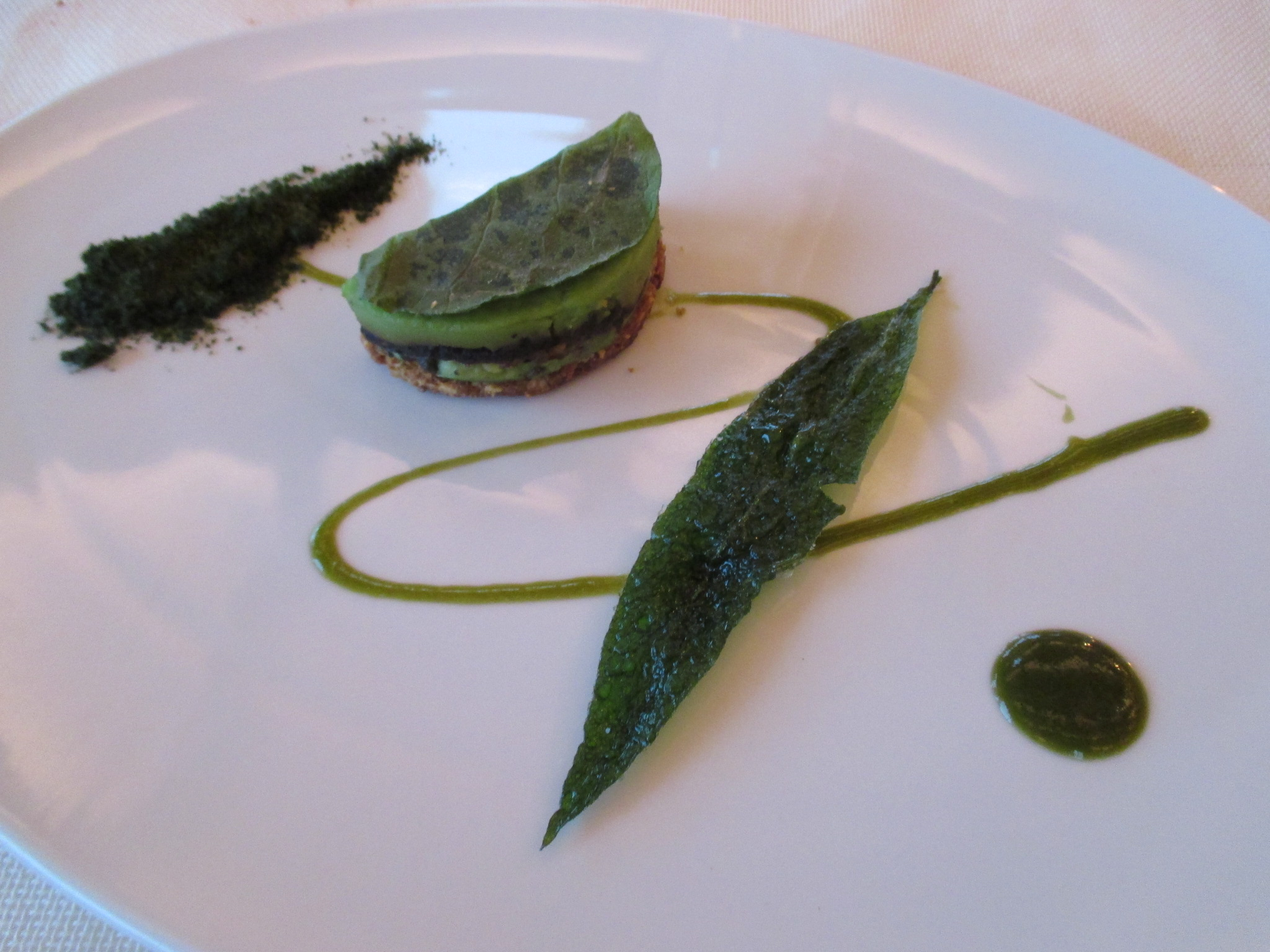
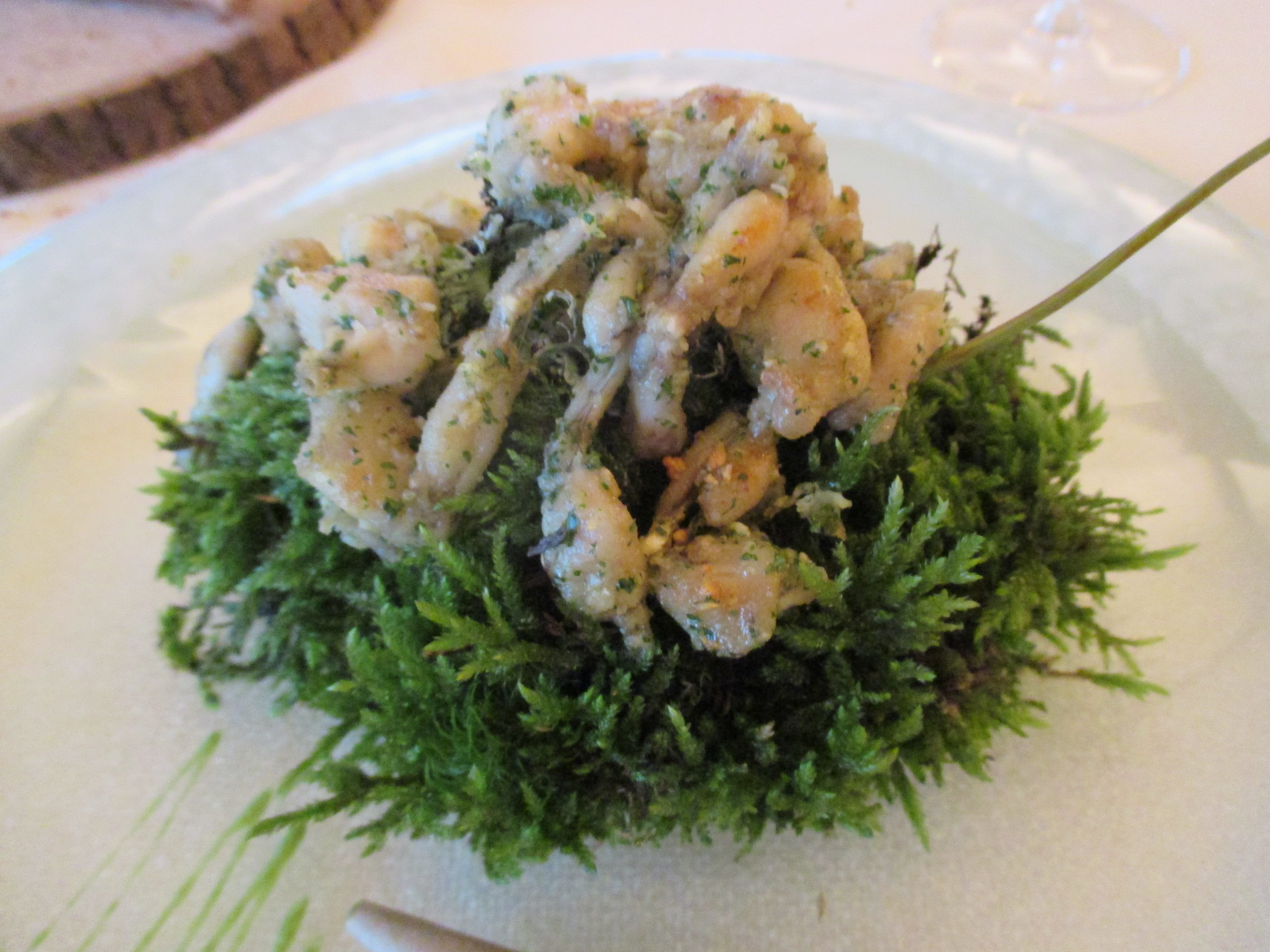
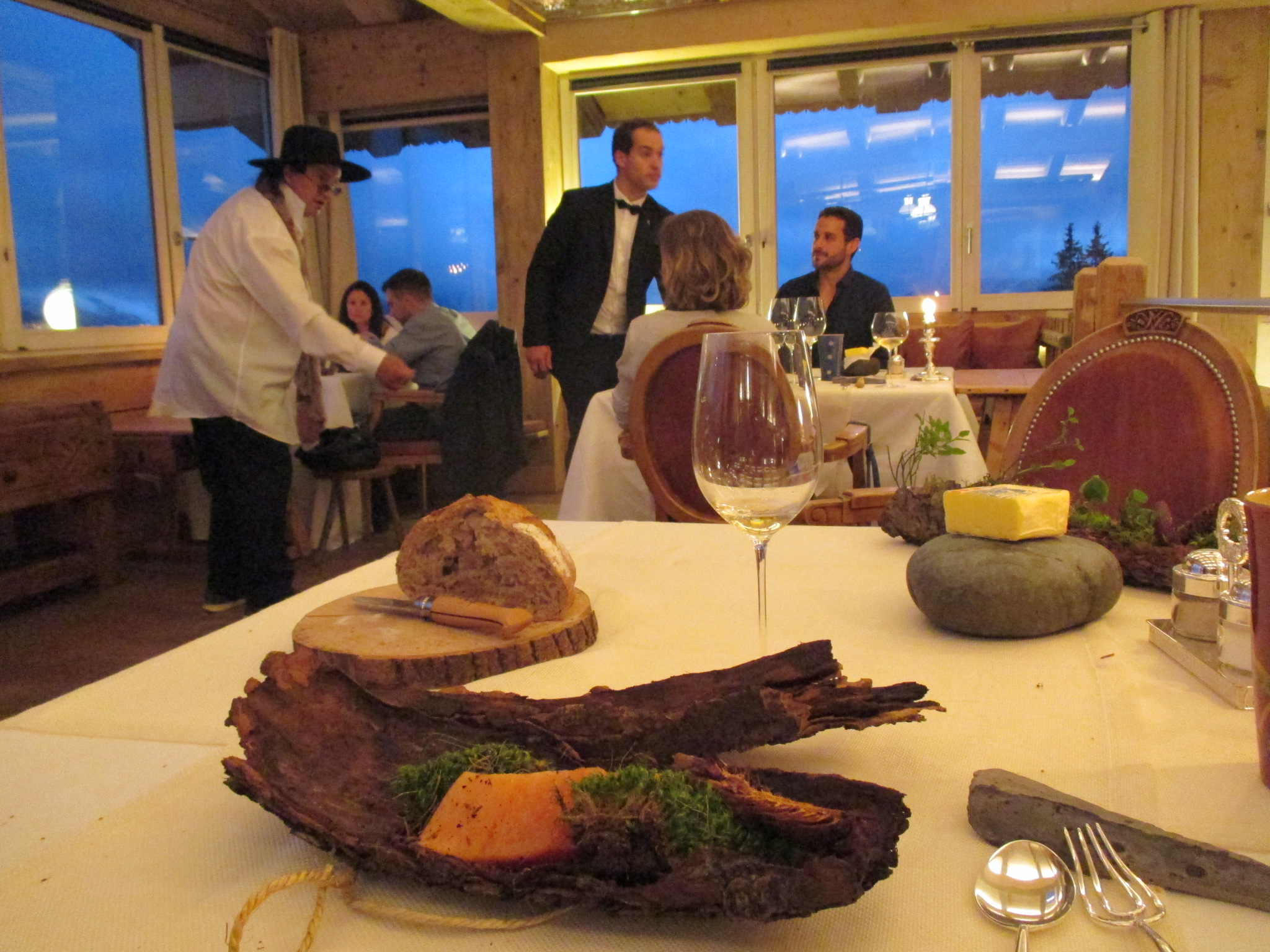
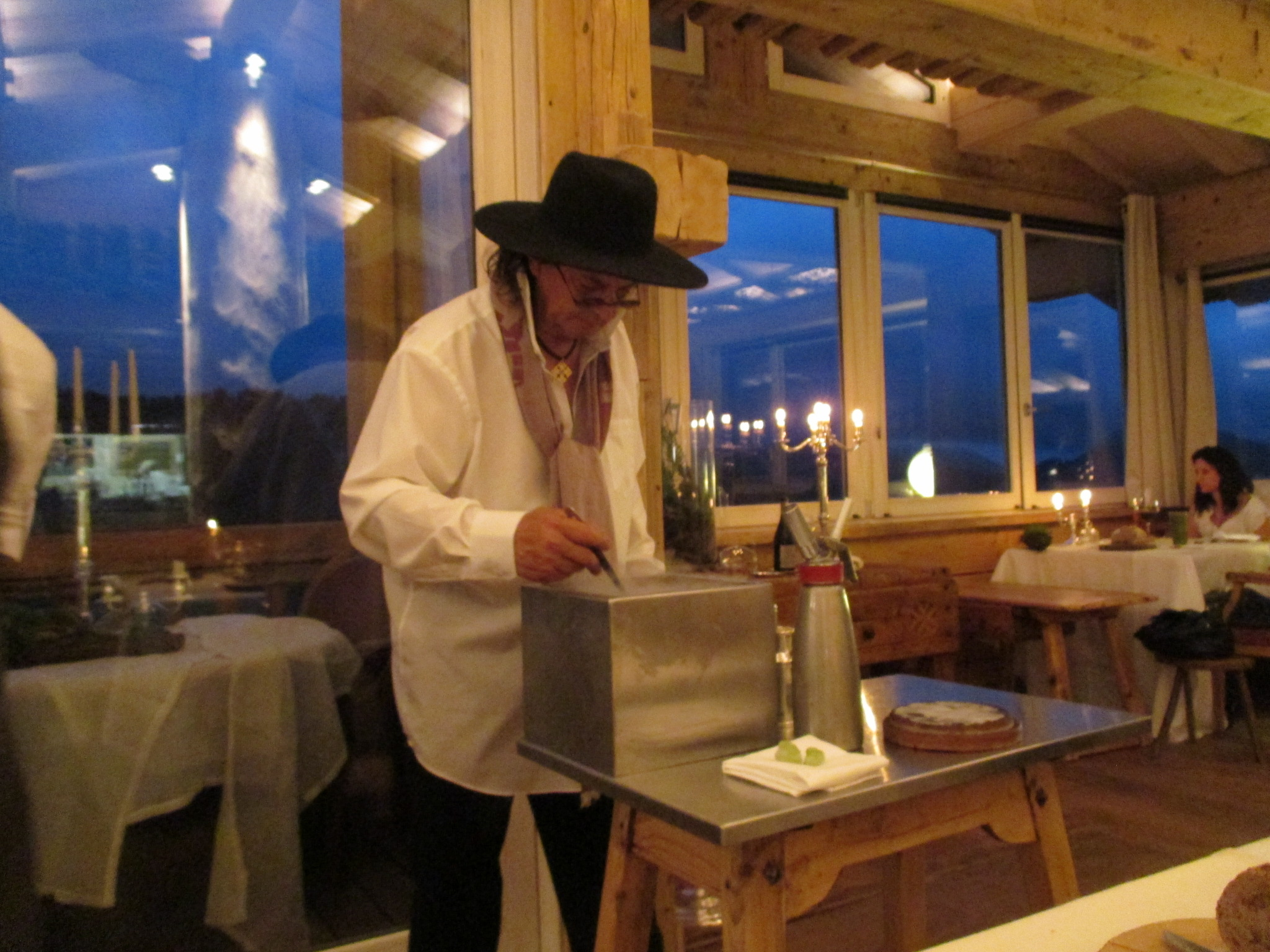
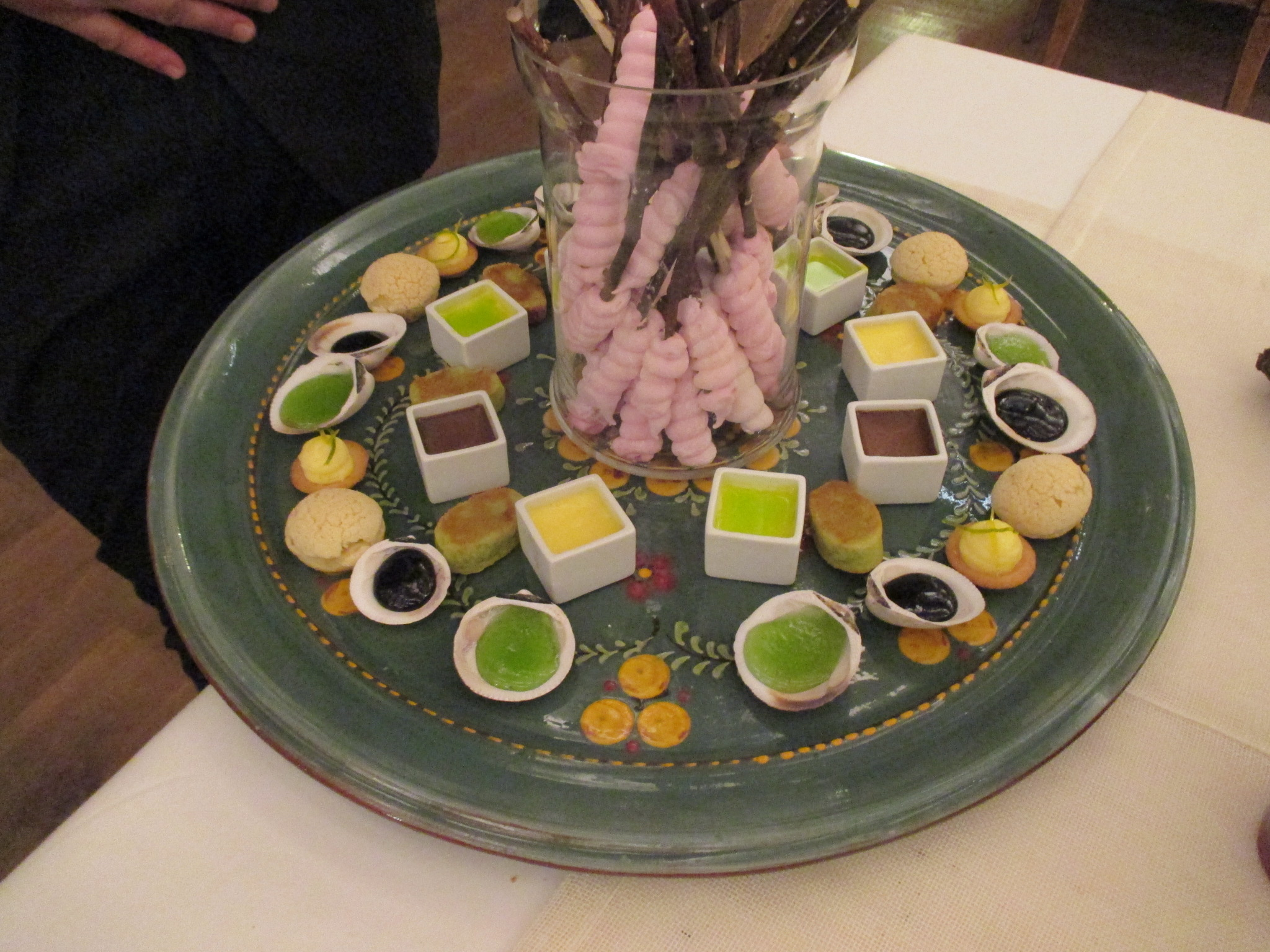
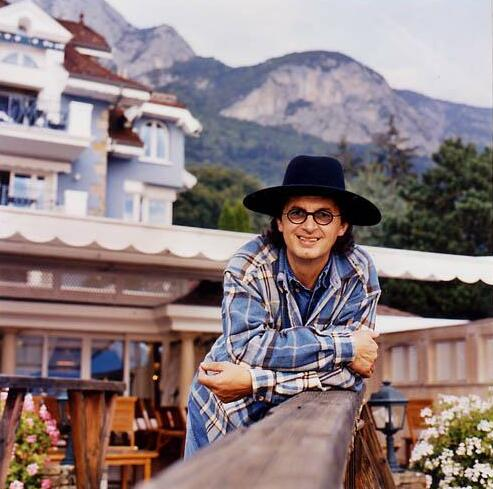